# Hypothyris medea
Hypothyris medea är en fjärilsart som beskrevs av Riley 1919. Hypothyris medea ingår i släktet Hypothyris och familjen praktfjärilar. Inga underarter finns listade i Catalogue of Life.